# The Crusaders
The Crusaders sono stati un gruppo musicale statunitense molto popolare nei primi anni settanta grazie soprattutto al loro stile caratterizzato della fusione di jazz, soul e pop. Dal 1961, anno della loro fondazione, hanno pubblicato più di quaranta album, dei quali i primi diciannove sotto il nome di The Jazz Crusaders, nome che fu abbandonato dal gruppo nel 1971.

## Storia

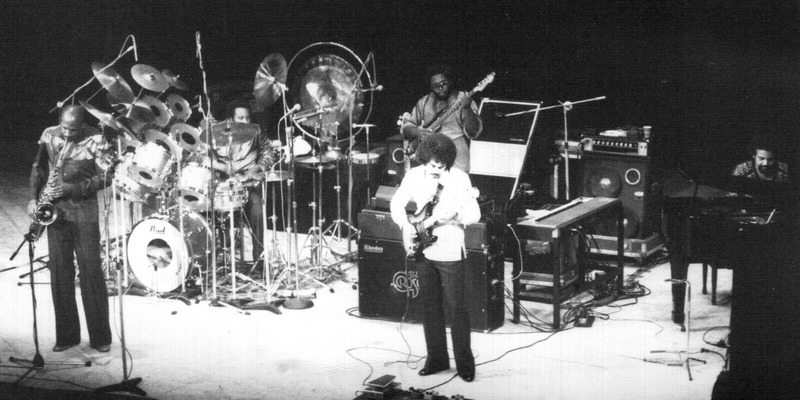
The Crusaders a Parigi nel 1978

Nel 1960, dopo alcune prime esperienze musicali in alcune band di Houston, in Texas, il pianista Joe Sample, il percussionista Stix Hooper, il sassofonista Wilton Felder e il trombonista Wayne Henderson si trasferiscono a Los Angeles, in California, dove, con il nome di The Jazz Crusaders firmano con l'etichetta Pacific Jazz Records, con la quale rimangono per tutti gli anni sessanta.
Utilizzando come strumenti solisti sia il trombone che il sassofono tenore, lo stile del gruppo accoglie influenze dall'hard bop, il soul e il rhythm and blues.
Il 1971 vede il chitarrista Larry Carlton ed il bassista Robert "Pops" Popwell entrare nel gruppo, che decide di ridurre il proprio nome in The Crusaders. Anche il loro stile subisce alcuni cambiamenti, essendo adesso più vicini al jazz ed al funk e facendoli così ricondurre al filone della jazz fusion. Grazie a questa evoluzioni il gruppo inizia a riscuotere alcuni successi e ad entrare nelle classifiche ufficiali.
Il successo con il grande pubblico arriva nel 1979, quando il brano Street Life, cantato da Randy Crawford, entra nella R&B Top 10 e si piazza 36^ nella Billboard's Hot 100 Chart, facendo raggiungere all'album omonimo la posizione n°18.
Purtroppo già nel 1975 Wayne Henderson aveva abbandonato il gruppo per dedicarsi alla propria attività di produttore, dopo aver pubblicato con il gruppo ben ventotto album.

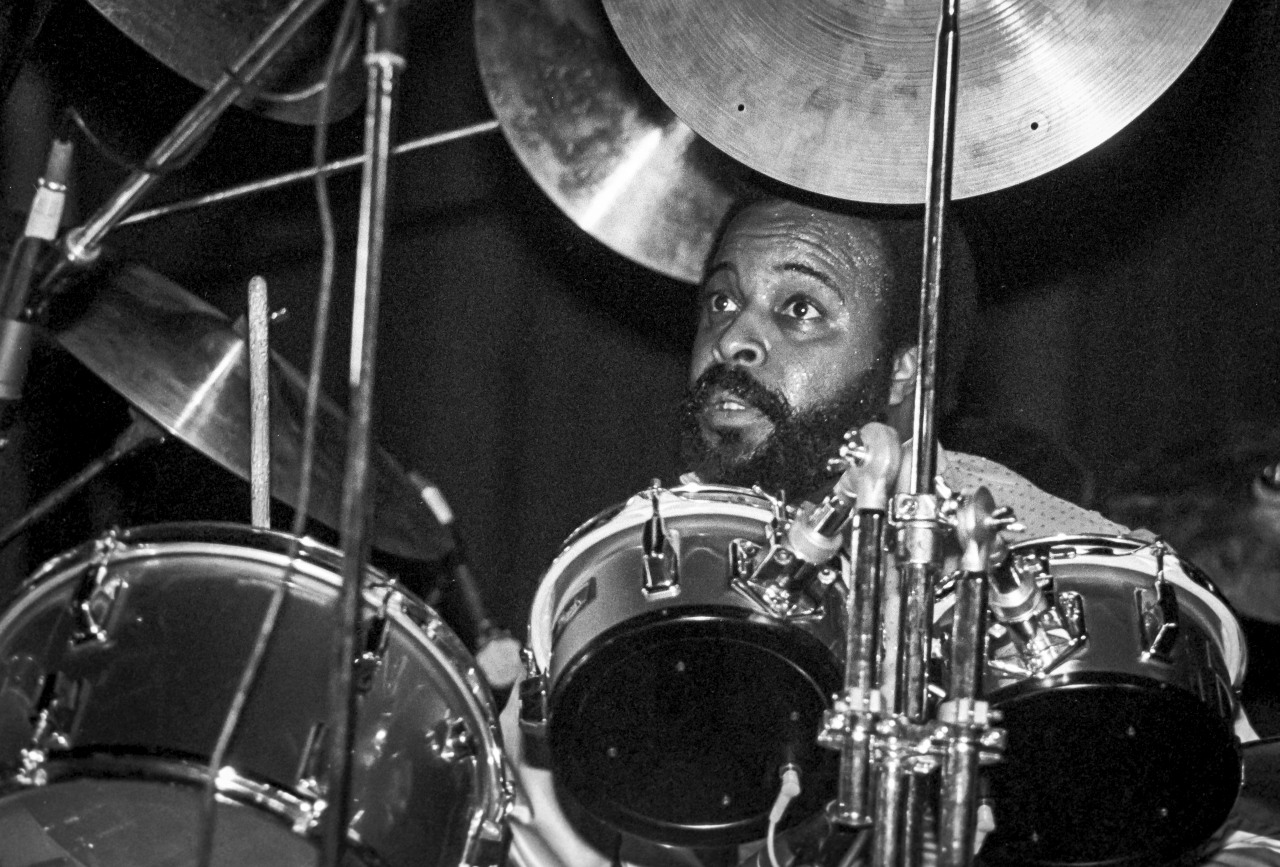
Stix Hooper (1980)

Nel 1983 anche Stix Hooper, un altro dei membri fondatori, lascia la band e questo avvenimento segna la fine di un periodo.
Dopo aver registrato altri tre album nel corso degli anni ottanta, The Crusaders, con i soli Sample e Felder rimasti come membri della formazione originale, trovano una nuova popolarità nel 1991, con l'uscita di Healing the Wounds, che raggiunge la vetta della classifica Top Contemporary Jazz e la posizione 174 della Billboard's 200.
Questo è il loro unico nuovo album degli anni novanta, periodo in cui Wayne Henderson decide di ricreare, assieme a Wilton Felder e a Larry Carlton e con il parere contrario di Joe Sample, i Jazz Crusaders, che nel 1995 pubblicano Happy Again.
Nel 2003 i The Crusaders di Sample, Felder e Hooper, pubblicano Rural Renewal, album alle cui registrazioni hanno partecipato anche Ray Parker Jr. e Eric Clapton mentre Henderson, con il nome di Jazz Crusaders fa uscire Soul Axes.

## Discografia
The Jazz Crusaders:
- 1961 - Freedom Sound
- 1962 - Lookin' Ahead
- 1962 - The Jazz Crusaders at the Lightouse
- 1963 - Tough Talk
- 1964 - Heat Wave
- 1964 - Stretchin' Out
- 1965 - Chile con Soul
- 1965 - The Thing
- 1966 - Live at the Lighthouse '66
- 1966 - The Festival Album
- 1967 - Uh Huh
- 1968 - Lighthouse '68
- 1969 - Powerhouse
- 1969 - Lighthouse '69
- 1970 - Give Peace a Chance
- 1970 - Old Socks, New Shoes

The Crusaders:
- 1971 - Pass the Plate
- 1971 - 1
- 1972 - The 2nd Crusade
- 1973 - Unsung Heroes
- 1973 - Hollywood
- 1974 - Scratch
- 1974 - Southern Comfort
- 1975 - Chain Reaction
- 1976 - Those Southern Knights
- 1977 - Free as the Wind
- 1978 - Images
- 1979 - Street Life
- 1980 - Rhapsody and Blues
- 1981 - Standing Tall
- 1982 - Royal Jam
- 1984 - Ghetto Blaster
- 1986 - The Good and the Bad Times
- 1987 - The Vocal Album
- 1988 - Life in the Modern World
- 1991 - Healing the Wounds
- 2000 - The Crusaders'Finest Hour
- 2003 - Rural Renewal
- 2003 - Groove Crusade

Jazz Crusaders:
- 1995 - Happy Again
- 1996 - Louisiana Hot Sauce
- 1998 - Breakin' Da Rulz!
- 2000 - Power of Our Music - The Endangered Species
- 2003 - Soul Axes
- 2006 - Alive in South Africa